# Giacinto Facchetti
Giacinto Facchetti, född 18 juli 1942 i Treviglio, Italien, död 4 september 2006 i Milano, Italien, italiensk fotbollsspelare (försvarare).
Facchetti var lagkapten för Italiens fotbollslandslag under 1960- och 1970-talet och firade stora framgångar med sitt klubblag Inter. Facchetti var lagkapten för det italienska landslag som tog EM-guld på hemmaplan 1968 och VM-silver 1970. Facchetti spelade 94 landskamper och gjorde tre mål. Facchetti var också en av nyckelspelarna i Inters storlag som dominerade klubbfotbollen i mitten av 1960-talet. Facchetti spelade olika roller i backlinjen men är mest känd som libero under Catenaccio tiden med Inter. Han blev under mitten av 60-talet den första moderna ytterbacken som följde med i anfallet och överlappade yttermittfälet. Säsongen 65/66 resulterade detta i för en back otroliga 16 ligamål.
Facchetti spelade i Inter hela sin proffskarriär. Efter 18 säsonger som spelare fick han 1979 en administrativroll i klubben. Från 2004 till sin död i september 2006 var Giacinto Facchetti ordförande i Inter.
Inter har till Facchettis ära dragit tillbaka hans tröjnummer 3, som inte längre kommer tilldelas någon aktiv spelare. Ingen annan i klubbens historia har förärats detta.

## Meriter

### Landslag
- 94 A-landskamper för Italiens fotbollslandslag (1963-1977)
- VM i fotboll: 1966, 1970, 1974
  - VM-silver 1970
- EM i fotboll
  - Europamästare 1968

### Klubblag
- Scudetto (1963, 65, 66, 71)
- Europacupen: 1964, 1965
- Världscupen för klubblag (1964, 65)
- Coppa Italia (1978)